# The Face on the Bar Room Floor (pel·lícula de 1914)
The Face on the Bar Room Floor és una pel·lícula muda de la Keystone dirigida i protagonitzada per Charles Chaplin. Basada en el poema homònim de Hugh Antoine d'Arcy, popular en aquell moment als Estats Units, la pel·lícula, d’una bobina, es va estrenar el 10 d’agost de 1914.

## Argument
Charlie entra en un bar borratxo i demana una copa a canvi d’explicar la seva trista història. Ell era un pintor reputat al qual un client li va prendre la seva noia, Madeleine. Al cap d’un temps descobreix que s’han casat i que han tingut molts fills i tot això l’ha enfonsat en la misèria. Quan decideix pintar el retrat de Madeleine al terra del bar, la un dibuix tan simplista que tothom s’adona que tot plegat és mentida i es produeix una baralla.

## Repartiment
- Charles Chaplin (Artista)
- Cecile Arnold (Madeleine)
- Fritz Schade (Client de l’artista)
- Vivian Edwards (model)
- Chester Conklin (bevedor)
- Harry McCoy (bevedor)
- Hank Mann (bevedor)
- Wallace MacDonald (bevedor)
- Edward Nolan (cambrer)
- Charles Bennett (mariner)
- Josef Swickard (bevedor)